# Babacar Gaye

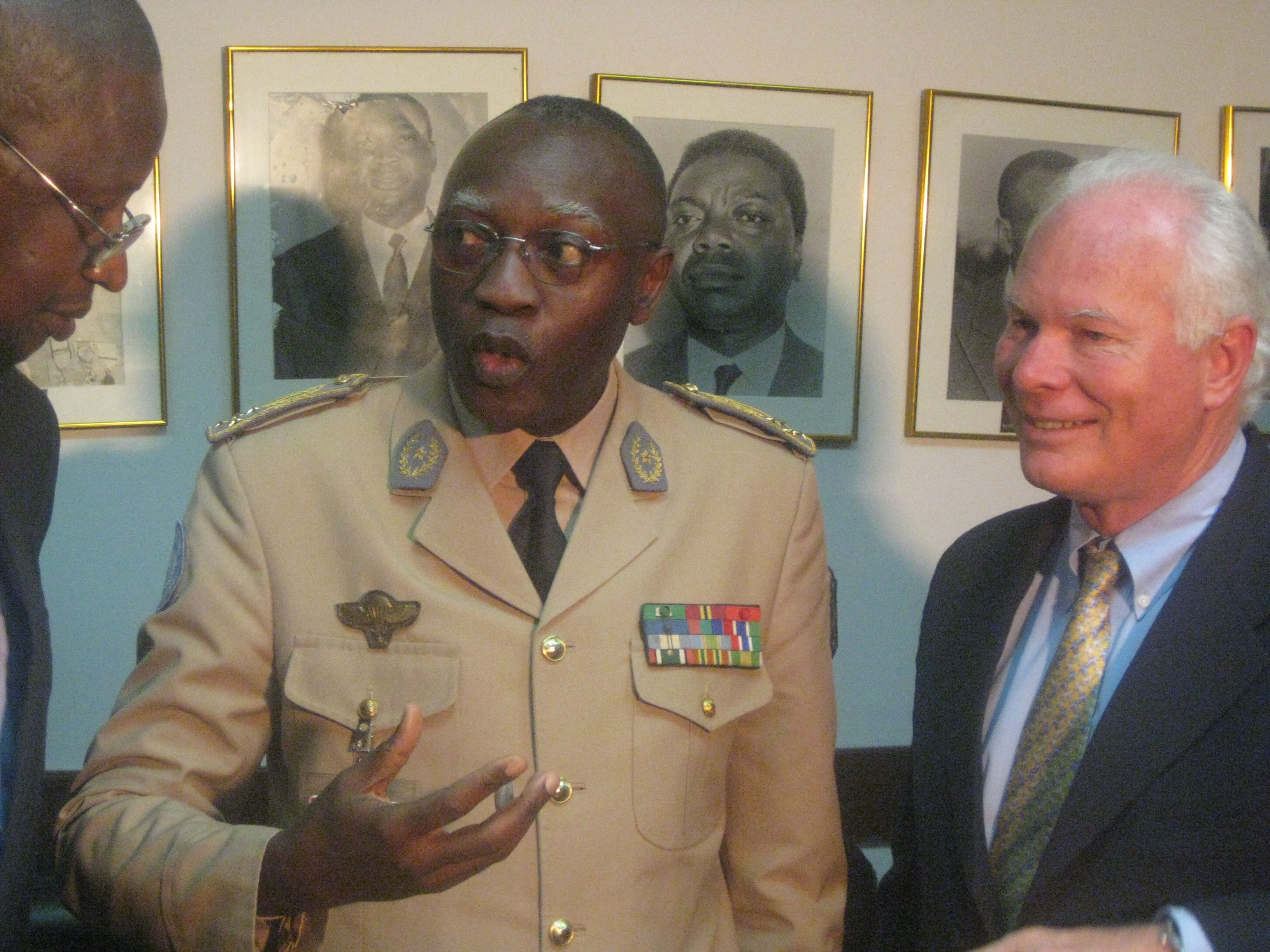
General Gaye (Mitte) und Ross Mountain (rechts) im Jahr 2009

Babacar Gaye (* 31. Januar 1951 in Saint-Louis) ist ein senegalesischer Diplomat und Offizier, heute Generalleutnant. Er war von 2005 bis 2010 militärischer Führer von MONUC im Kongo und übernahm 2012 die Leitung von UNSMIS in Syrien. Babacar Gaye ist Sohn des ehemaligen Generalsekretärs der OIC und ehemaligen Außenministers des Senegal, Amadou Karim Gaye.
Gaye besuchte von 1970 bis 1972 die École spéciale militaire de Saint-Cyr, durchlief verschiedene Ausbildungen an Einrichtungen des französischen und belgischen Militärs und war von 1986 bis 1988 an der École supérieure de guerre in Paris.
Von August 1979 bis März 1980 kommandierte er das senegalesische UNIFIL-Kontingent und diente von Juli 1974 bis Februar 1975 in der UNEF. Während der Operation Desert Storm 1991 war Gaye Kommandeur des in Dhahran, Saudi-Arabien, stationierten senegalesischen Kontingents und von 1994 bis 1997 Direktor des senegalesischen Geheimdienstes. 2000 wurde er als Chef d'état-major general des armées zum Brigadegeneral befördert. Seine Beförderung zum Divisional General erfolgte 2002. Im Januar 2004 wurde er durch Präsident Abdoulaye Wade zum Botschafter des Senegals in Deutschland benannt. Der damalige UN-Generalsekretär Kofi Annan ernannte den inzwischen zum Generalleutnant ernannten Gaye im März 2005 zum militärischen Führer von MUNOC. Er führte die Mission bis Oktober 2008. Im November 2008 übernahm er erneut das Kommando und gab es im August 2010 ab. Anschließend wurde Gaye von UN-Generalsekretär Ban Ki-Moon zum Military Advisor for Peacekeeping Operations im UNO-Hauptquartier in New York ernannt. Am 20. Juli 2012 übernahm er vom norwegischen Generalmajor Robert Mood die Leitung von UNSMIS.
Babacar Gaye wurde laut einer offiziellen Mitteilung von UN-Generalsekretär Ban Ki-Moon am 12. August 2015 in New York entlassen. Blauhelm-Soldaten unter der Führung Gayes sollen Anfang August ein 12 Jahre altes Mädchen vergewaltigt und einen 16 Jahre alten Jugendlichen und seinen Vater willkürlich erschossen haben.